# 740 до н. е.

## Події
- Одна з імовірних дат початку правління царя Ізраїлю Пекаха, який убив свого попередника Пекахію.
- Кінець правління Шешонка V, останнього фараона Єгипту з двадцять другої династії, який утримував під контролем Нижній Єгипет.
- Відбулися десяті Олімпійські ігри

### Астрономічні явища
- 3 квітня. Кільцеподібне сонячне затемнення.[1]
- 27 вересня. Кільцеподібне сонячне затемнення.[1]

## Народились
- Можливо Сін-аххе-еріба, цар Ассирії

## Померли
- Імовірно Пекахія, цар Ізраїлю (за іншою версією - у 737 році до н. е.)